# Người Nenets

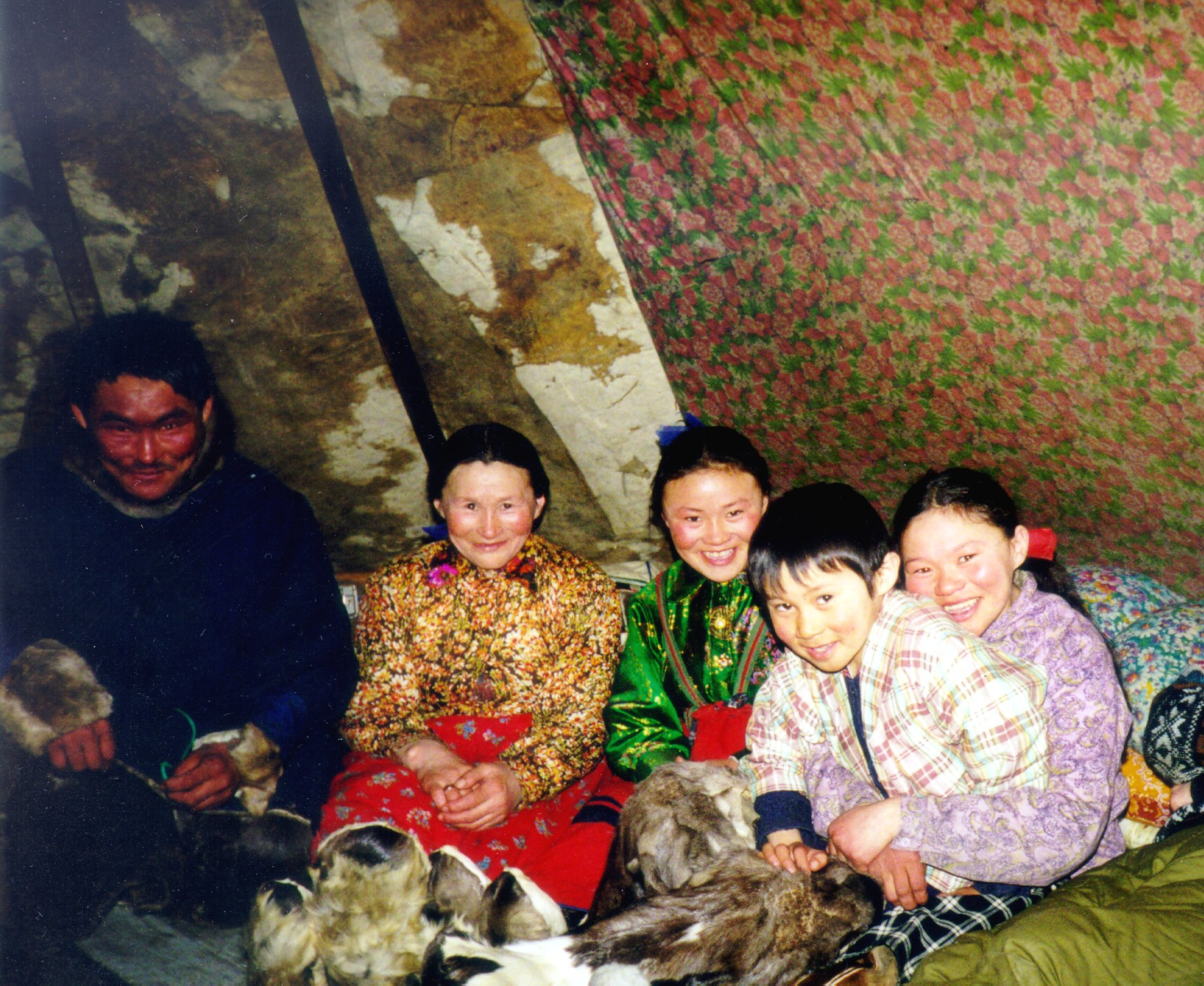
Một gia đình người Nenets

Người Nenets (tiếng Nenets: ненэй ненэче, nenəj nenəče, tiếng Nga: ненцы, nentsy) hay còn gọi là người Samoyed là một nhóm người bản địa sống ở vùng cực bắc của nước Nga. Đây là một trong những bộ tộc có sinh kế nhờ việc chăn nuôi tuần lộc, bộ tộc này gồm khoảng 41.302 người người sinh sống và tồn tại chủ yếu dựa vào việc chăn nuôi tuần lộc. Nenets là bộ tộc ít người độc đáo khi có một nền văn hóa khá phát triển và ngôn ngữ riêng của mình từ lâu đời. Ngôn ngữ của người Nenets có rất nhiều từ liên quan tới các hoạt động săn, nuôi, chăn và phối giống tuần lộc. Ngoài ra ngôn ngữ của họ cũng có nhiều từ liên quan tới việc bắt cá. Ngày nay nhiều thanh niên Nenets nói tiếng Nga vì họ nghĩ rằng tiếng Nga có vẻ văn minh hơn và hữu ích hơn cho cuộc sống của họ.

## Đời sống

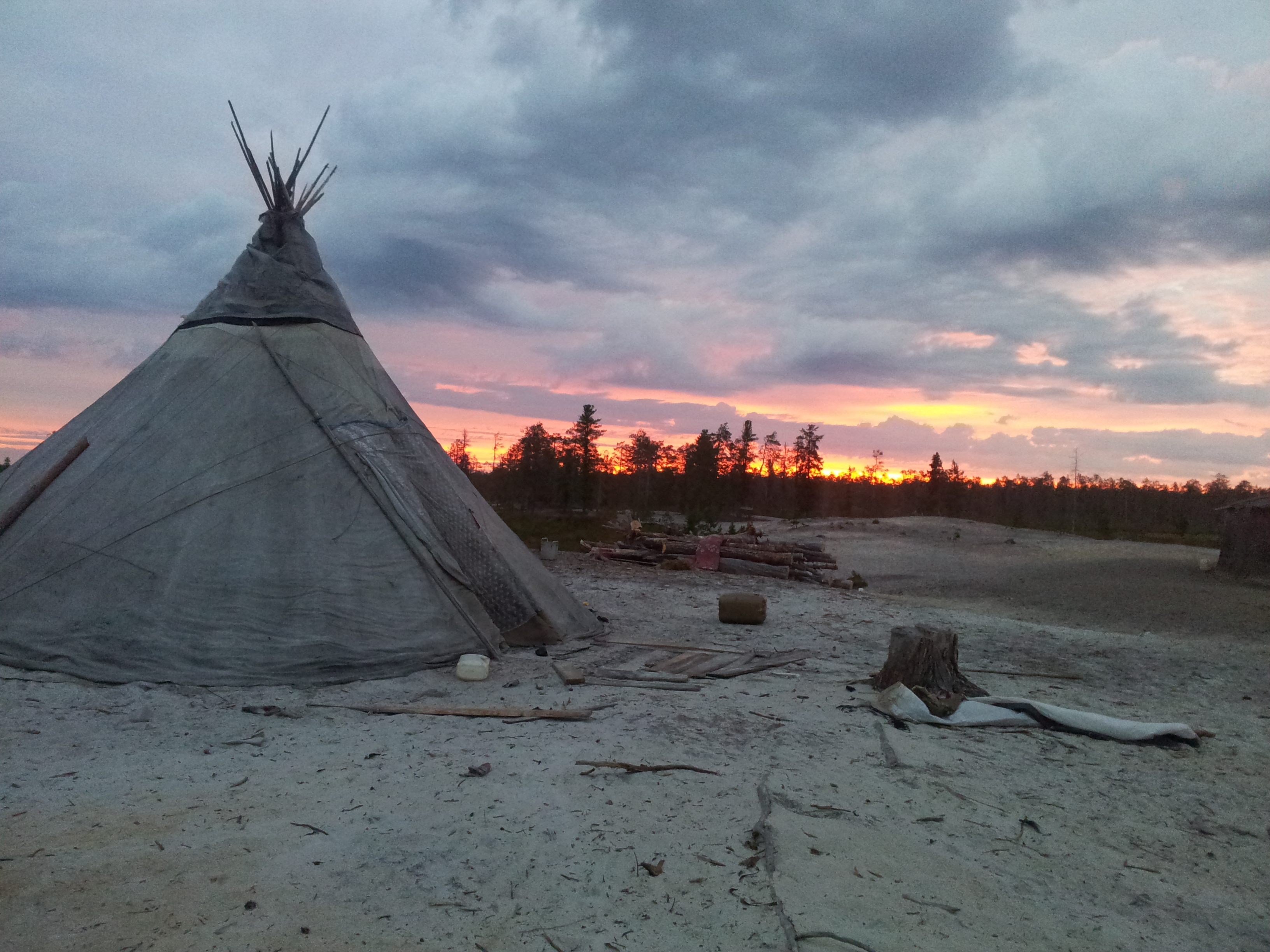
Một ngôi lều truyền thống

Tộc người này đã có mặt cách đây khoảng 42.000 năm. Họ sống chủ yếu bằng công việc đánh cá, nuôi tuần lộc, săn thú. Những công việc cơ bản hàng ngày của người Nenets bao gồm chăn tuần lộc, chặt củi trong rừng, tìm những bãi cỏ tốt, sửa chữa đồ vật, may vá, dạy dỗ trẻ con, nấu bữa. Những món ăn khác trong thực đơn có thể được kể tới như cá hồi trắng, cá muskun, quả việt quất, ngày nay, những chai rượu mạnh đóng vai trò tiền tệ trong giao dịch hàng hóa của người Nenets. Người Nenets sống trong những căn lều chóp nón làm bằng da tuần lộc và gọi chúng là "Choom" hay "Mia", ngôi nhà này rất đơn giản, chỉ là mấy cây cọc, ít sợi dây neo và vài ba tấm da tuần lộc. Mặc dù cuộc sống vất vả nhưng họ vẫn tiếp cận thế giới văn minh bằng cách sử dụng máy phát điện, ti vi.
Giống như các bộ tộc ít người khác, người Nenets vốn là bộ tộc bản địa sinh sống trên bán đảo Yamal là dải đất kéo dài từ phía Bắc tới tận bờ biển Kara. Đây là nơi băng bao phủ quanh năm, chỉ vào mùa hè, người ta mới có thể tìm thấy một vùng lãnh nguyên phía Nam với các loại hang động, thực vật thưa thớt. Với đặc trưng của khí hậu hàn đới, vùng lãnh nguyên thuộc bán đảo Yamal là một nơi chăn thả tuần lộc lý tưởng. Mùa đông, khi nhiệt độ có thể xuống tới -50 độ C, người Nenets xuống phía Nam để chăn thả tuần lộc trong những khu rừng hay đồng cỏ nhiều rêu và địa y, mỗi năm họ di chuyển hơn 1.000km trên các thảo nguyên với đàn tuần lộc. Mùa hè, khi xảy ra hiện tượng "6 tháng ngày" diễn ra, họ di cư lên phía Bắc, trong khi vào mùa đông thì họ sẽ vượt qua sông Ob đến với vùng lãnh nguyên bên bờ biển Kara.
Nhiều hoạt động người dân Nenets gắn bó với tuần lộc và cũng chỉ con vật nuôi tuần lộc mới có thể sống trong điều kiện thời tiết giá lạnh, không hộ dân nào lại không nuôi một đàn tuần lộc bởi đây là nguồn thức ăn chủ yếu của họ, vì sống ở Bặc Cực, quanh năm khó nhìn thấy mặt trời nên thực phẩm chính của người dân nơi đây là tuần lộc. Người ta có thể ăn thịt sống, luộc, nướng hay sấy khô, máu của tuần lộc được uống trực tiếp. Người Nenest sử dụng tuần lộc như những chiếc xe vì nơi đây băng tuyết, tuần lộc là con vật kéo xe hữu ích nhất, là phương tiện vận chuyển của người Nenets. Người Nenets sử dụng tuần lộc làm phương tiện đi lại, những cỗ xe do tuần lộc kéo là phương tiện di chuyển chủ yếu của họ, nhờ những con tuần lộc mà họ có thể vượt qua những khoảng cách xa ở vùng cực bắc.
Tuần lộc thực sự là tài sản quý giá nhất của họ, là biểu tượng văn hóa, nguồn sống và phương tiện giao thông quan trọng nhất của tộc người này, khi không chỉ là vật nuôi, nguồn cung cấp thức ăn, những con tuần lộc còn là người bạn gần gũi của người Nenets. Trong khi đó, da lông của chúng là nguyên liệu làm quần áo, giày mũ chống rét, thảm trải hay những căn lều cũng làm từ da tuần lộc. Để chống chọi với cái lạnh, người Nenets sống trong những túp lều làm từ da tuần lộc, mặc quần áo bằng lông tuần lộc và sử dụng thịt cũng của loài này làm nguồn lương thực chính, thịt tuần lộc ngoài việc cung cấp cho người dân Nenets thì còn được bán cho các nhà máy, một phần trong đó sẽ được xuất khẩu tới nhiều nước châu Âu.

## Tín ngưỡng
Tuần lộc gắn bó với cuộc sống của người Nenest, là biểu tượng văn hóa, nguồn sống và phương tiện giao thông quan trọng nhất của tộc người Nenets. Tuần lộc thực sự là tài sản quý giá nhất của người Nenets do đó tộc người này có tập tục mỗi thành viên của bộ tộc đều sở hữu một con tuần lộc, gọi đó là Tuần lộc thiêng nghĩa là người ta không được giết hay vắt sữa của nó cho tới khi nó già, kiệt sức mà chết cho thấy họ có tín ngưỡng thờ động vật. Người dân bộ tộc Nenets còn tổ chức những cuộc đua tuần lộc vào ngày lễ Chăn dắt Tuần lộc (Reindeer Herder), cuộc đua tuần lộc là lễ hội lớn của bộ tộc này, họ nổi tiếng với tập tục sinh hoạt rất kỳ lạ là ăn thịt sống và uống tiết tươi của tuần lộc, những chú tuần lộc sau khi đua, con nào yếu sẽ dùng làm bữa ăn cho cả bộ tộc.

## Tình cảnh
Có khoảng hơn 40.000 người Nenets sống ở vùng cực bắc, họ sống thu mình, mọi hoạt động chỉ diễn ra trong bộ tộc và khó có thể xâm hại cuộc sống của họ. Nhưng với tình trạng khí hậu biến đổi, môi trường sinh sống của người Nenest cũng như thú nuôi của họ không còn được như xưa. Người ta cũng phát hiện trong lòng đất nơi người Nenest sinh sống có khá nhiều khí đốt, từ đó sự phát triển khai khoáng khí đốt thái quá của nền công nghiệp cũng là một tác động rất lớn tới cuộc sống cư dân vùng này cũng như đến đàn tuần lộc với những đường ống, tháp khoan và đường giao thông, đường sắt đang biến đổi các vùng đất hoang vu và tuyến đường sắt nối tới Obskaya Bovanenkovo dài gần 450 cây số đi vào hoạt động từ đầu năm 2011 khiến môi trường sống của người Nenest và tuần lộc đang bị phá vỡ, nhiều thanh niên Nenets đã bỏ đi sinh sống ở những vùng khác.